# John Colton

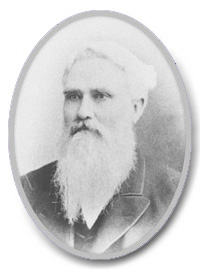
John Colton

Hon. Sir John Colton, KCMG (* 20. September 1823 in Devon, England; † 6. Februar 1902 in Adelaide, South Australia) war ein australischer Politiker, der unter anderem von 1862 bis 1870, zwischen 1875 und 1878 sowie von 1880 bis 1887 Mitglied des South Australian House of Assembly sowie zwischen 1876 und 1877 und erneut von 1884 bis 1885 Premierminister von South Australia war.

## Leben

### Unternehmer, Abgeordneter, Minister und Bürgermeister von Adelaide
John Colton wanderte 1839 nach South Australia und eröffnete 1842 ein erfolgreiches Eisenwaren- und Sattlereiunternehmen. Er begann sein politisches Engagement in der Kommunalpolitik als Mitglied des Stadtrates von Adelaide und wurde am 17. November 1862 als Nachfolger von Alexander Anderson im Zwei-Personen-Wahlkreis Noarlunga erstmals zum Mitglied des South Australian House of Assembly gewählt, des Unterhauses des Parlaments von South Australia, und vertrat diesen Wahlkreis bis zu seiner Niederlage am 27. März 1870, woraufhin James Stewart diesen Wahlkreis übernahm. Er war für seine administrativen Fähigkeiten bekannt, was vor allem auf seine kommunalpolitische Tätigkeiten wie auf seinen guten Geschäftssinn zurückzuführen war.
In der Regierung von Premier Henry Strangways übernahm Colton am 3. November 1868 den Posten als Minister für öffentliche Arbeiten (Commissioner of Public Works) und hatte diesen bis zum 12. Mai 1870. Nach seinem Ausscheiden aus Regierung und Legislativversammlung konzentrierte er sich zunächst auf seine kommunalpolitische Tätigkeit und fungierte als Nachfolger von William Dixon Allott von 1874 bis zu seiner Ablösung durch Caleb Peacock 1875 als Bürgermeister von Adelaide. Als Nachfolger von Charles Myles wurde er am 16. Februar 1875 im Wahlkreis Noarlunga abermals zum Mitglied der Legislativversammlung gewählt und vertrat diesen Wahlkreis bis zu seinem Mandatsverzicht am 29. August 1878, woraufhin Thomas Atkinson diesen Wahlkreis übernahm. Am 3. Juni 1875 übernahm er in der zweiten Regierung von Premier James Boucaut das Amt als Schatzminister (Treasurer) und bekleidete dieses bis zum 25. März 1876.

### Premierminister von South Australia
Als Nachfolger von James Boucaut wurde John Colton am 6. Juni 1876 selbst Premierminister von South Australia und bildete seine erste Regierung, in der er vom 6. Juni 1876 bis zum 26. Oktober 1877 auch wieder den Posten als Minister für öffentliche Arbeiten übernahm. Seine Regierung führte 1876 den Trade Unions Act ein, der den Arbeitnehmern über ihre Gewerkschaften mehr Macht einräumte. Colton übergab das Amt des Premiers am 26. Oktober 1877 an James Boucaut, nachdem ein Misstrauensvotum gegen seine Regierung verabschiedet wurde, nachdem er Mitglieder des South Australian Legislative Council, des Oberhauses des Parlaments, provoziert hatte. Unter Berufung auf seinen schlechten Gesundheitszustand verzichtete Colton am 29. August 1878 auch auf sein Mandat in der Legislativversammlung. Nachdem sich sein gesundheitlicher Zustand gebessert hatte, wurde er am 6. Januar 1880 wiederum im Zwei-Personen-Wahlkreis Noarlunga als Nachfolger von John Carr wieder zum Mitglied des House of Assembly gewählt. Er gehörte dieser nunmehr bis zu seiner Wahlniederlage am 19. März 1887 gegen Charles Dashwood.
1884 übernahm Colton die neu geschaffene formelle Funktion des Oppositionsführers in der Legislativversammlung und äußerte Misstrauen gegenüber den Beratern der Regierung, was am 16. Juni 1884 zum Sturz der Regierung von Premier John Cox Bray führte. Daraufhin wurde Colton am 16. Juni 1884 wiederum selbst Premier und bildete seine zweite Regierung, in der er zwischen dem 16. Juni 1884 und dem 16. Juni 1885 zugleich auch als Chief Secretary Chef der Regierung war. In den nächsten zwölf Monaten führte seine Regierung eine innovative Grund- und Einkommensteuer ein, um das Defizit von 400.000 Pfund Sterling zu verringern, das ihm die vorherige Regierung hinterlassen hatte. Coltons starkes soziales Gewissen und seine religiösen Überzeugungen beeinflussten sowohl sein politisches als auch sein privates Leben: Er unterstützte im Parlament einen Gesetzesentwurf zum Schutz junger Menschen (Young Persons Protection Bill) und war Mitglied mehrerer Sozialhilfeorganisationen. Am 16. Juni 1885 schlug der damalige Oppositionsführer John Downer einen Misstrauensantrag gegen die Regierung Colton und benutzte dabei die gleichen Worte, mit denen Colton zwölf Monate zuvor die Regierung Bray gestürzt hatte. Im Anschluss reiste er durch Australien und Neuseeland, bevor er zurückkehrte, um die Opposition gegen die Regierung Downer anzuführen. Allerdings zwang eine neuerliche Krankheit ihn dazu, diese Funktion nicht zu übernehmen. Für seine Verdienste wurde er am 1. Januar 1892 als Knight Commander des Order of St Michael and St George (KCMG) nobilitiert, wodurch er fortan das Prädikat „Sir“ führte.
John Colton war von 1844 bis zu deren Tode 1898 mit der Philanthropin und Frauenrechtlerin Mary Colton verheiratet. Beide wurden auf dem West Terrace Cemetery in Adelaide beigesetzt.